# Bălțești (gmina)
Bălțești – gmina w Rumunii, w okręgu Prahova. Obejmuje miejscowości Bălțești, Izești i Podenii Vechi. W 2011 roku liczyła 3434 mieszkańców.